# Lyle Berman
Lyle Berman (Minneapolis, 6 agosto 1941) è un giocatore di poker, imprenditore e dirigente d'azienda statunitense.
Detentore di 3 braccialetti WSOP, ha centrato 17 piazzamenti a premi alle World Series of Poker tra il 1984 ed il 2010.
Nel 2002 è stato inserito nel Poker Hall of Fame.
Berman è inoltre un imprenditore e dirigente aziendale: nel 1990 è stato uno dei co-fondatori e presidente del consiglio d'amministrazione (dal 1991 al 1998) della "Grand Casinos Inc.". Dal 1998 è CEO della "Lakes Entertainment Inc." (azienda nata dalla precedente "Grand Casinos Inc."); è inoltre presidente del Cda di PokerTek e di "Voyager Oil & Gas Inc".
È stato inoltre presidente del consiglio d'amministrazione di "Ante4 Inc." (in precedenza denominata "WPT Enterprises") e di Rainforest Cafè.

## Braccialetti delle WSOP
| Anno | Torneo                              | Premio   |
| ---- | ----------------------------------- | -------- |
| 1989 | $1.500 Limit Omaha                  | $108.600 |
| 1992 | $2.500 No Limit Hold'em             | $192.000 |
| 1994 | $5.000 No Limit Deuce to Seven Draw | $128.250 |